# ダフィング方程式

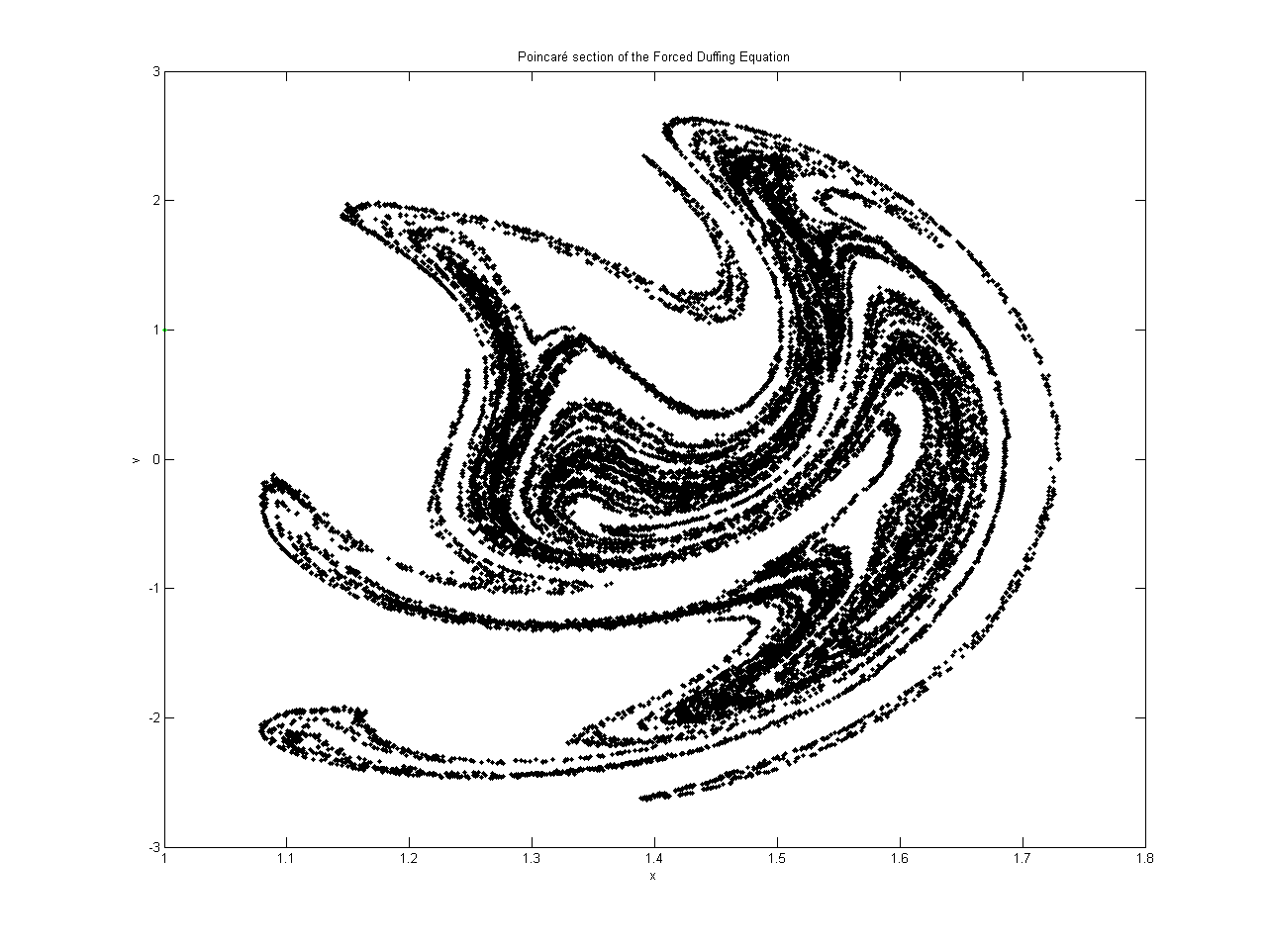
カオス挙動を示す強制ダフィング方程式のポアンカレ切断面

数学におけるダフィング方程式（ダフィングほうていしき、英: Duffing equation）あるいはダフィング振動子（Duffing oscillator）は、ある減衰的な駆動振動子をモデル化するために用いられる非線型の二階常微分方程式である。次の式で与えられる：
{\displaystyle {\ddot {x}}+\delta {\dot {x}}+\alpha x+\beta x^{3}=\gamma \cos(\omega t).\,}
ここで（未知）函数 x = x(t) は時間 t での位置、{\displaystyle {\dot {x}}} は x の時間に関する一階導函数、すなわち速度で、{\displaystyle {\ddot {x}}} は x の時間に関する二階導函数、すなわち加速度である。数 {\displaystyle \delta ,\alpha ,\beta ,\gamma } および {\displaystyle \omega } は与えられた定数である。
この式は、（{\displaystyle \beta =\delta =0} の場合に対応する）単振動よりも複雑なポテンシャルを持つ減衰振動子の動きを表す。例えば、物理学の言葉で言うと、ばねの剛性がフックの法則に従わないばね振り子のモデルと見なされる。
ダフィング方程式は、カオス的挙動を示す力学系の一例である。ジャパニーズ・アトラクタがダフィング方程式におけるカオスの例としてよく知られている。さらにダフィングシステムは、周波数ヒステリシスの挙動のような、跳躍共振現象を周波数反応において示すものである。

## パラメータ
- {\displaystyle \delta } は減衰の大きさを制御する。
- {\displaystyle \alpha } は剛性の大きさを制御する。
- {\displaystyle \beta } は復元力に含まれる非線型性の量を制御する。{\displaystyle \beta =0} であるなら、ダフィング方程式は減衰かつ駆動（driven）な単振動子を表す。
- {\displaystyle \gamma } は周期駆動力の振幅を制御する。{\displaystyle \gamma =0} であるなら、駆動力の無いシステムとなる。
- {\displaystyle \omega } は周期駆動力の周波数を制御する。

## 解の方法

に対するダフィング振動子のリミットサイクル

に対するダフィング振動子のリミットサイクルの相プロット

に対するダフィング振動子のカオス振動

に対するダフィング振動子のアトラクターのアニメーション

一般に、ダフィング方程式の厳密な記号解が得られるとは限らない。しかし、以下のような多くの近似手法が利用できる：
- フーリエ級数展開は、任意の正確さでの方程式の運動を与える。
- ダフィング項と呼ばれる {\displaystyle x^{3}} の項は、小さいものとして近似でき、システムは摂動された単振動子として扱われる。
- フロベニウス法（英語版）を利用すれば、複雑だが実行可能な解を得ることができる。
- オイラー法やルンゲ＝クッタ法のような様々な数値的手法が利用できる。

非減衰（{\displaystyle \delta =0}）かつ非駆動（{\displaystyle \gamma =0}）なダフィング方程式の特別な場合においては、ヤコビ楕円函数を利用することで厳密解を得ることができる。

## 非減衰かつ非強制振動子の解の有界性
非減衰かつ非強制（{\displaystyle \gamma =\delta =0}）なダフィング方程式に {\displaystyle {\dot {x}}} を掛けると、次の式が得られる：
{\displaystyle {\begin{aligned}&{\dot {x}}\left({\ddot {x}}+\alpha x+\beta x^{3}\right)=0\\&\Rightarrow {\frac {d}{dt}}\left[{\frac {1}{2}}\left({\dot {x}}\right)^{2}+{\frac {1}{2}}\alpha x^{2}+{\frac {1}{4}}\beta x^{4}\right]=0\\&\Rightarrow {\frac {1}{2}}\left({\dot {x}}\right)^{2}+{\frac {1}{2}}\alpha x^{2}+{\frac {1}{4}}\beta x^{4}=H.\end{aligned}}}
ここで H は定数である。H の値は初期条件 {\displaystyle x(0)} および {\displaystyle {\dot {x}}(0)} によって決まる。
H に {\displaystyle y={\dot {x}}} を代入することで、システムはハミルトニアンであることが分かる：
{\displaystyle {\dot {x}}=+{\frac {\partial H}{\partial y}},}   {\displaystyle {\dot {y}}=-{\frac {\partial H}{\partial x}}}   with   {\displaystyle \quad H={\frac {1}{2}}y^{2}+{\frac {1}{2}}\alpha x^{2}+{\frac {1}{4}}\beta x^{4}.}
{\displaystyle \alpha } と {\displaystyle \beta } のいずれも正であるなら、解は有界である：
{\displaystyle |x|\leq {\sqrt {\frac {2H}{\alpha }}}}   and   {\displaystyle |{\dot {x}}|\leq {\sqrt {2H}},}
ここでハミルトニアン H は正である。

### 文中
1. 1 2  Bender & Orszag (1999, p. 546)

### その他
- Bender, C.M.; Orszag, S.A. (1999), Advanced Mathematical Methods for Scientists and Engineers I: Asymptotic Methods and Perturbation Theory, Springer, pp. 545–551, ISBN 9780387989310
- Addison, P.S. (1997), Fractals and Chaos: An illustrated course, CRC Press, pp. 147–148, ISBN 9780849384431